# Henry Lascelles, III conde de Harewood
Henry Lascelles (11 de junio de 1797 – 22 de febrero de 1857), III conde y barón de Harewood y III vizconde Lascelles, fue un noble británico, segundo hijo de Henry Lascelles, II conde de Harewood, y de Henrietta Sebright. Entre 1826 y 1831 representó a Northallerton en la Cámara de los Comunes del Parlamento del Reino Unido y en 1846 fue nombrado Lord teniente del condado de West Riding of Yorkshire.
Estuvo casado con Louisa Thynne, hija de Thomas Thynne, II marqués de Bath, con quien tuvo trece hijos: Henry Thynne, Egremont William, George Edwin, Algernon Francis, Alfred, Louisa Isabella, James Walter, Susan Charlotte, Horace Douglas, Blanche Emma, Florence Harriet, Elizabeth y Maud Caroline.